# ...und führe uns nicht in Versuchung (film 1917)
...und führe uns nicht in Versuchung è un film muto del 1917 diretto da Richard Eichberg.

## Produzione
Il film fu prodotto dalla Richard Eichberg-Film GmbH

## Distribuzione
Distribuito dalla Central-Film-Vertriebs GmbH, il film - che fu vietato ai minori - ebbe il visto di censura BPZ.41148. Fu presentato in prima al Kammerlichtspiele di Berlino nel novembre 1917.